# Břetislav II.
Břetislav II. iz dinastije Přemyslidov je bil od 14. septembra 1092 do svoje smrti vojoda Češke, * okoli 1060, † 22. december 1100.
Bil je najstarejši sin kralja Vratislava II. in Adelajde, hčerke ogrskega kralja Andreja I., in velik sovražnik poganstva.

## Življenje
Na češkem prestolu je nasledil svojega strica Konrada I. in uničeval staroslovansko kulturo.  Leta 1097 je izgnal slovanske menihe iz samostana na Sazavi, ki ga je leta 1033 ustanovil Prokopij. Želel je odpraviti volilno načelo nasledstva in ga nadomestiti  s senioratom, kot ga je zamislil Břetislav I.: najstarejši sin vladajočega vojvode naj bi nasledil celotno češko državo,  medtem ko bi mlajši potomci vladali kot teritorialni vojvode regij Moravske. Sprememba je koristila njegovemu polbratu Bořivoju II., katerega je leta 1097 postavil za brnskega vojvodo in s tem odstranil sinove Konrada I. iz nasledstva. Břetislavu je 19. aprila 1099 na zboru v Regensburgu uspelo prejeti dolgo želeno cesarsko investituro. 

## Smrt
Břetislava so 22. decembra 1100 umorili njegovi nasprotniki v lovski koči Zbecno v zahodni Češki.

## Družina
Leta 1094 se je poročil z Lukarto Bogensko (Windberško), s katero je imel sina Břetislava. Břetislav se je uprl vojvodi Soběslavu I. in bil 8. marca 1130 ubit.

## Vir
- Sommer, Petr (2009). Přemyslovci. Budování českého státu. Praga: Nakladatelství Lidové noviny. str. 779. ISBN 978-80-7106-352-0.

| Břetislav II. PřemyslidiRojen: okoli 1060 Umrl: 22. december 1100 |                          |                        |
| Vladarski nazivi                                                  |                          |                        |
| Predhodnik: Konrad I.                                             | Vojvoda Češke 1092 –1100 | Naslednik: Bořivoj II. |